# Чипман, Джон
Джон Чипман (John S. Chipman; 28 июня 1926, Монреаль, Канада — 2022) — американский экономист канадского происхождения, специалист в областях международной торговли, эконометрики. Доктор философии (1951), регент-профессор экономики (эмерит) Миннесотского университета, где преподавал с 1955 г. (по 2007); член НАН США (1993) и Американского философского общества (2000). Отмечен NAS Award for Scientific Reviewing (1981).
Степень доктора философии получил в Университете Джонса Хопкинса в 1951 году. В 1951—1955 гг. ассистент-профессор экономики Гарварда. В 1955 г. перешел в Миннесотский университет, где ныне регент-профессор экономики (эмерит) — в 2007 году ушёл в отставку с должности регент-профессора (являлся им с 1981 г.).
Гуггенхаймский стипендиат (1980). В 1999 г. удостоился Festschrift. Фелло Эконометрического общества, Американской статистической ассоциации, Американской академии искусств и наук, заслуженный фелло Американской экономической ассоциации, избранный член Международного статистического института.
Автор «A survey of the theory of international trade», «External economies of scale and competitive equilibrium», «The foundations of utility».